# Доказ смерті
«Доказ смерті» (англ. Death Proof) — кінофільм режисера Квентіна Тарантіно, що вийшов на екрани в 2007 році. Спочатку картина замислювалася Квентіном Тарантіно як друга частина проєкту «Грайндхаус» (першу частину «Планета страху» знімав Роберт Родрігес), однак після провалу «Грайндхаус» в американському прокаті режисер переробив «Доказ смерті» в самостійний повнометражний фільм. Світова прем'єра цієї версії відбулася 22 травня 2007 року в рамках Каннського кінофестивалю. У листопаді 2012 року в інтерв'ю журналу «Голлівуд репортер» Тарантіно назвав «Доказ смерті» своїм найгіршим фільмом, але при цьому зазначив, що хоч фільм і знято незграбно, він не такий вже й поганий.
Головний герой стрічки, каскадер Майк у виконанні Курта Рассела, з маніакальною завзятістю переслідує молодих жінок на своїй «смертостійкій» (англ. Death Proof) машині, щоб вигадливо вбити. Як він сподівається, його злому замислу ніхто не зможе протистояти. Фільм витримано в естетиці кінострічок категорії «Б» 1970-х років.

## Назва
Як частка іншого слова англ. -proof може означати «стійкий» чи «опірний» [до чогось]. Наприклад, англ. windproof — «вітростійкий». А окремо — «доказ», «свідчення», «взірець». Буквально назва фільму перекладається як «смертостійкий» чи «невбивний» — «той, якого неможливо вбити». У контексті сюжету це стосується укріпленого каскадерського автомобіля, на якому їздить центральний персонаж, і самого водія. В українських кінотеатрах фільм ішов аналогічно з російським перекладом «Доказательство смерти» під назвою «Доказ смерті» (англ. death — смерть, англ. proof — доказ). Водночас деякі кінобази подають точнішу назву «Невбивний» замість прокатної.

## Сюжет
Фільм складається з двох історій, об'єднаних спільною дійовою особою — постаттю каскадера Майка.

### Остін, штат Техас
Три подруги Арлін, Шанна і радіодиджей Джулія Джангл їдуть в Остін, штат Техас, щоб відзначити день народження Джулії. По дорозі вони заїжджають до придорожнього бару, де проводять час у товаристві своїх малознайомих друзів за випивкою і розмовами. За барною стійкою сидить чоловік зі шрамом через все обличчя. Ця людина відома бармену як «каскадер Майк». Майк сидить за барною стійкою, п'є безалкогольний коктейль і без особливого інтересу спілкується з сусідкою. Водночас Майк очей не зводить з трьох подруг. Через певний час Майк полишає своє місце і підходить до п'яної компанії. Сказавши пароль, який Джулія озвучила на прямому ефірі своєї радіостанції, Майк добивається від Арлін еротичного танцю.
Минає час, відвідувачі бару збираються додому. Дівчата сідають до своєї машини, яку поведе тільки-но прибула подруга Джулії. А Майк сідає до свого чорного Chevrolet Nova 1971 року, він бере з собою попутницю Пем, дівчину з бару. Дівчину насторожує, що в машині замість пасажирського крісла пластикова кабіна із залізною воронкою, але Майк заспокоює її, що, мовляв, це каскадерська машина для знімання фільмів і це місце призначене для кінокамери. Машини з дівчатами і Майком роз'їжджаються. Майк пишається своїм авто, адже з ним можна виконувати справжні трюки для фільмів, а не зроблені комп'ютерною графікою.
На першому ж повороті Майк відмовляється повернути, куди його просить Пем, і висадити її, і безпосередньо говорить їй, що тепер вона в його владі, і повідомляє, що його машина «смертостійка», тобто водій (але не пасажир) не постраждає в разі удару. Пем починає погрожувати, просить випустити її, на що Майк не реагує. Розігнавшись до значної швидкості, Майк різко гальмує і Пем, з величезною силою вдарившись головою, ламає собі шию. Майк не звертає на це особливої уваги. Він обганяє компанію дівчат з бару, робить повний розворот за кількасот метрів до їхньої машини, вимикає фари й починає розгін. Дівчата не бачать його і не чують через дуже гучну музику в машині. Підсумком стає пряме лобове зіткнення. Це зіткнення показується кілька разів з різних ракурсів для кожної з дівчат, ілюструючи наслідки аварії для кожної.
Далі дія переноситься до шпиталю, де двоє техаських поліціянтів, батько і син (аналогічні до поліціянтів з «Убити Білла»), розмовляють про цей інцидент, у якому вижив тільки Майк. Батько інтуїтивно розуміє, що це не нещасний випадок, а навмисне вбивство, але в нього немає вагомих доказів і бажання вести справу.

### Ліван, штат Теннессі
Наступна історія відбувається 14 місяців по тому в місті Ліван, штат Теннессі. Знову ж таки три подруги Лі, Абернеті та Кім зустрічають свою знайому Зої Белл, яка, як і вони, працює в кінобізнесі. Зої працює каскадеркою і мріє виконати трюк — проїхатися на капоті білого Dodge Challenger 1970 року, тримаючись за прикріплені там ремені. Зої знаходить продавця цієї машини, і подруги, втрьох, залишивши Лі як «заставу», відправляються на прогулянку. Зої лягає на капот цього автомобіля, тримаючись за ремені, прикріплені до передніх дверей, а інші дві подруги сідають на передні сидіння. Через деякий час з'являється Майк, який оговтався після автокатастрофи, та спостерігає за поїздкою. Тепер у нього новий автомобіль — чорний Dodge Charger 1969 року.
Майк на своєму авто починає наздоганяти «Челленджер» і таранити його, при цьому Зої намагається зберегти рівновагу на капоті. Дуель зі змінним успіхом закінчується тим, що Майк на своїй машині вилітає на узбіччя і зупиняється на значній відстані від дівчат. Він виходить з машини, починає відпускати з цього приводу цинічні жарти. У цей же момент Кім починає стріляти в Майка з пістолета й ранить його в руку. Майк поспіхом сідає в машину, щоб сховатися. Тепер дівчата жадають помсти, вони наздоганяють спливаючого кров'ю Майка, що волає від болю, витягують його з машини й починають бити. Б'ючи його кулаком по обличчю з трьох сторін, подруги не дають йому впасти, поки той не помирає. Тіло Майка падає в придорожній пил, на екрані з'являється «The end» у стилі старих фільмів.

## Ролі
| Актор                 | Роль           |
| --------------------- | -------------- |
| Курт Расселл          | каскадер Майк  |
| Зої Белл              | Зої            |
| Розаріо Доусон        | Абернейті Росс |
| Трейсі Томс           | Кім            |
| Ванесса Ферліто       | Арлін          |
| Джордан Ледд          | Шанна          |
| Роуз Макгавен         | Пем            |
| Сідні Тамія Пуатьє    | Джулія Джангл  |
| Мері Елізабет Вінстед | Лі Монтгомері  |

### Другорядні герої
Деякі персонажі «Доказу смерті» фігурують також і в картині «Планета страху» Роберта Родрігеса. Це няні-близнючки в техаському барі, де розслідує обставини аварії шериф Ерл Макгро, а також його дочка, доктор Дакота Блок з лікарні, в яку потрапляє каскадер Майк. Сама ж лікарня піддається навалі зомбі в «Планеті страху».
- Омар Дум — Нейт
- Майкл Бакалл — Омар
- Елай Рот — Дов
- Квентін Тарантіно — бармен Воррен
- Моніка Стеггс — Ланна Франк: подруга Арлін, Шанни і Джулії, що промишляє продажем наркотиків. Так само, як і її подруги, гине в автокатастрофі. Про дублершу Деріл Ханни кажуть дівчата з другої частини фільму.
- Майкл Паркс — Ерл Макгро: Техаський шериф, вперше персонаж з'явився ще в вампірському бойовику Родрігеса «Від заходу до світанку», поставленому за сценарієм Квентіна Тарантіно. Потім шериф з'являвся разом з сином Едгаром в картині «Убити Білла. Фільм 1». Разом з Едгаром (Джеймс Паркс) він з'являється і в «Доказі смерті».
- Джонатан Лоугран — Джаспер: власник Доджа Челленджера 1970 року. Персонаж також з'являється в першій частині «Убити Білла».

## Зв'язок з іншими фільмами
- Каченя на капоті чорного «Шевроле» таке ж, яке було на капоті сідлового тягача головного героя фільму Сема Пекінпа про далекобійників Конвой (1978). У «Конвої» в цієї фігурки було ім'я Гумове каченя. Цікаво, що ця ж качечка згодом виявляється і на капоті доджа «Чарджера».
- Номерний знак машини каскадера Майка — JJZ-109, такий же, як на Ford Mustang GT390 у фільмі «Булліт» 1968 року зі Стівом Макквіном у головній ролі.
- На капоті чорного «Шевроле» також намальований череп з кістками. На автомобілі такого ж розфарбування роз'їжджав герой того ж Рассела в комедії Роберта Земекіса «Старі машини» (1980).
- Мелодія Бернара Геррманна Twisted Nerve використана як рингтон на мобільному телефоні однієї з героїнь фільму. Ця композиція була головною музичною темою однойменного британського трилера 1968 року («Розхитані нерви»). Квентін Тарантіно вперше звернувся до неї у стрічці «Убити Білла. Фільм 1»: вона звучала під час проходу по лікарні Еллі Драйвер, перевдягнутої медсестрою.
- На жовтому «Мустангу» дівчат у другій частині фільму присутній рожевий напис «Lil 'Pussy Wagon». Майже такий же напис («Pussy Wagon») був зображений на машині санітара Бака з фільму «Убити Білла. Фільм 1». Саме на цій машині героїня Уми Турман залишає лікарню, в якій чотири роки пролежала в комі.
- Одна з героїнь фільму просить подругу купити їй пачку сигарет «Red Apple» (марку сигарет придумав сам Тарантіно, вперше була використана у фільмі «Кримінальне чтиво»).
- У фільмі «Погоня» 2011 року головний герой любить кататися на капоті автомобіля — так само, як одна з героїнь стрічки «Доказ смерті».
- У першій частині герой Рассела згадує забігайлівку «Big Kahuna Burger», вигадану Квентіном Тарантіно і згадану ще в кількох його фільмах (перший раз — у стрічці «Скажені пси»).

## Знімальна група
- Режисер — Квентін Тарантіно
- Сценарист — Квентін Тарантіно
- Продюсер — Квентін Тарантіно
- Композитор — Девід Арнольд

## Касові збори в Україні
Під час показу в Україні, що розпочався 7 червня 2007 року, протягом перших вихідних фільм зібрав $32,868 і посів 5 місце в кінопрокаті того тижня. Картина залишилась на п'ятій сходинці українського кінопрокату наступного тижня і зібрала за ті вихідні ще $28,724. Загалом кінострічка в кінопрокаті України пробула 3 тижні і зібрала $124,213, посівши 94 місце серед найбільш касових фільмів 2007 року.